# Hagor
Hagor (hebreo חגור) en un moshav en el Distrito Central de Israel, localizado entre Rosh HaAyin y Jaljulia. Está bajo la jurisdicción del Consejo Regional Drom HaSharon. Hagor fue fundada en 1949.

## Residentes famosos
- Gabi Ashkenazi - Comandante en Jefe de las Fuerzas de Defensa Israelíes
- Dan Halutz - Comandante en Jefe de las Fuerzas de Defensa Israelíes

- Datos: Q2916763
- Multimedia: Hagor / Q2916763